# Jean-Louis Marnat
Pour les articles homonymes, voir Marnat.
Jean-Louis Marnat, né le 7 août 1935 et mort le 24 juin 1985, est un pilote automobile français ayant pratiqué des courses de côte, des courses de vitesse et d’endurance, ainsi que des rallyes.

## Biographie
Formé dans une école d’ingénieur (École technique d'aéronautique et de construction automobile, aujourd’hui ESTACA), il s’intéresse très jeune au sport automobile.
Il débute en 1959 avec une Renault Dauphine Gordini et remporte la catégorie Tourisme aux Six heures de Saint-Cloud. Il s’engage ensuite en courses de côte et en rallyes avec une Mini Cooper S et remporte plusieurs courses régionales. En 1963, il dispute son premier Tour de France automobile.
En 1964, l’usine Triumph lui confie, avec pour coéquipier Jean-François Piot, une Spitfire aux 24 heures du Mans : après avoir pris la 51e place aux essais, il abandonne sur accident à la 14e heure. Ils disputeront ensuite le Tour de France automobile et les 1 000 km de Paris, où ils se classeront 22e. Par ailleurs, Jean-Louis Marnat participe sur Mini Cooper S à différentes épreuves dont Magny-Cours (2e place).
En 1965, il dispute sur Mini Cooper S différents rallyes nationaux, dont le Rallye de Lorraine où il remporte la catégorie Tourisme ainsi qu’au Prix de Paris sur l'Autodrome de Linas-Montlhéry.
En 1966, il participe au projet Mini Marcos et dispute à nouveau les 24 heures du Mans avec pour coéquipier Claude Ballot-Léna : après avoir pris la 57e place aux essais, ils terminent 15e de l’épreuve (vitesse moyenne de 144 km/h). Il prend le départ avec Jean-Pierre Jabouille, toujours sur Mini Marcos, aux 1 000 km de Monza et aux 1 000 km de Paris (26e).
En 1967, il devait faire équipe avec le journaliste Johnny Rives sur une Hrubon à moteur Renault 1 300 cm3, mais ne sera pas qualifié aux essais (surchauffe du moteur). Il termine 9e des 12 heures de Reims sur une Alpine-Renault 210. 
En 1968, il pilote une Alpine-Renault A210 aux 24 heures du Mans, avec pour coéquipier Jean-François Gerbault : après une 52e place aux essais, ils doivent abandonner sur panne d’allumage à la 9e heure. Par ailleurs, il se classe 10e au national de Magny-Cours et 13e à la Coupe du Salon de Linas-Montlhéry sur Mini Cooper S. Il s’essaie aussi à la nouvelle Honda S800 Racing en courses de côte.
Il dispute en 1970, à nouveau, les 1 000 km de Monza sur Alpine-Renault A110 et le Tour de France automobile sur Chevrolet Camaro, avec Georges Houel. En 1971, sur Alpine-Renault A110, il termine à la 2e place de sa catégorie à Magny Cours et à Nogaro, et 6e à Linas-Montlhéry.
Parallèlement à sa carrière de pilote, il a ouvert à Paris un magasin d’accessoires automobiles pour Mini, qu’il développera à partir de 1971.
En juin 1985, il est victime d’un accident mortel sur les routes du département de l’Yonne.